# 下允河
下允河，也称上允河，位于中华人民共和国云南省普洱市澜沧拉祜族自治县北部的一条河流，是小黑江右岸支流。发源于富邦乡多依林村大烂坝以北火石山西南麓，蜿蜒向西北流，左纳安康河后转北流，经上允镇政府驻地，最后于上允镇下允村栗允新寨东北汇入小黑江。河长42.6千米，流域面积750.9平方千米，落差1226米，河道平均比降12.8‰。下允河纵贯澜沧县最大的上允坝，盛产水稻、玉米及甘蔗。